# Ère Chōji
L'ère Chōji (長治) est une des ères du Japon (年号, nengō, lit. « nom de l'année ») après l'ère Kōwa et avant l'ère Kajō. Cette ère couvre la période allant du mois de février 1104 jusqu'au mois d'avril 1106. L'empereur régnant est Horikawa-tennō (嘉保天皇).

## Changement d'ère
- 30 janvier 1104 Chōji gannen (長治元年?) : Le nom de la nouvelle ère est créé pour marquer un événement ou une série d'événements. L'ère précédente se termine là où commence la nouvelle, en Kōwa 6, le 10e jour du 2e mois de 1104[3].

## Événements de l'ère Chōji
- 1104 (Chōji 1, 3e mois) : L'empereur rend visite au Sonshō-ji[4] au nord-est de Kyoto.
- 1105 (Chōji 2, 6e mois) : On rapporte que de la neige rouge est tombée dans plusieurs provinces du Japon[4].

| Chōji     | 1re  | 2e   | 3e   |
| Grégorien | 1104 | 1105 | 1106 |